# مارک میلز
مارک میلز نویسنده فیلمنامه و رمان بریتانیایی است. اولین فیلمنامه او فیلم کوتاه «یک شب با بازی جما ردگریو و جیمز پیورفوی» در سال ۱۹۹۳ بود که نامزد جایزه بفتا شد؛ این فیلم در سال ۱۹۹۵ جایزه بهترین فیلمنامه را از جشنواره فیلم اول اروپا در آنژه برای میلز به ارمغان آورد.

## آثار
| سال  | کار                                                                     | قالب       | جایزه                                                                     |
| ---- | ----------------------------------------------------------------------- | ---------- | ------------------------------------------------------------------------- |
| ۱۹۹۳ | یک شب رابطه                                                             | فیلم کوتاه | جشنواره فیلم اول اروپا آنژرز - بهترین فیلمنامه (برنده)                    |
| ۱۹۹۹ | پسر گمشده                                                               | فیلم       |                                                                           |
| ۲۰۰۲ | بدعت جهانی                                                              | فیلم       |                                                                           |
| ۲۰۰۴ | تسویه حساب                                                              | فیلم       |                                                                           |
| ۲۰۰۴ | آماگانست (با نام جدید خانه‌ی قایق نهنگ)                                  | رمان       | جایزه انجمن نویسندگان جنایی - بهترین رمان جنایی نوشته نویسنده اول (برنده) |
| ۲۰۰۶ | باغ وحشی                                                                | رمان       |                                                                           |
| ۲۰۰۹ | مسئول اطلاعات                                                           | رمان       |                                                                           |
| ۲۰۱۱ | خانه‌ی به دار آویخته‌شدگان (همچنین با عنوان خانه‌ی شکار شده منتشر شده است) | رمان       |                                                                           |
| ۲۰۱۲ | سایه بلند                                                               | رمان       |                                                                           |
| ۲۰۱۴ | منتظر سگ هستم                                                           | رمان       |                                                                           |
| ۲۰۱۶ | جایی که مردگان ملاقات می‌کنند                                            | رمان       |                                                                           |
| ۲۰۲۲ | تأثیر                                                                   | رمان       |                                                                           |